# Іванківці (Новогуйвинська селищна громада)
Іва́нківці — село в Україні, у Новогуйвинській селищній територіальній громаді Житомирського району Житомирської області. Населення — 489 осіб (2001).
До Другої світової війни — Янківці.

## Історія
Поруч з селом поселення І тис. до н. е., III—V ти ХІІ-ХІІІ ст.ст. н. е.
Село Янківці (пол. Jankowce) відоме з 1593 року у володінні пана Янковського.
В 1645 році брацлавський хорунжий Ян Дзік відписав Янківці Київському підстолію Михайлу Аксаку.
У 1776 році Юзефа Гаврилівна Аксак продає маєток Войцеху Схабіцькому гербу Ястшембець. Згодом землі перейшли до його онука, Михайла-Нарциса сина Антонія Схабіцького. Михайло не мав власних дітей, тому землі відписав своїм сестрам. Постійно проживав у своєму маєтку Янківці.
Православна церква в селі з 1856 року, а 1863 року відкрито церковно-парафіяльну школу.
Помер Схабіцький на початку 1883 року, а село успадкував його племінник Модест Єзерський, котрий у 1892 році перебудував маєток в центі села.
У 1906 році Янківці, село Коднянської волості Житомирського повіту Волинської губернії. Відстань від повітового міста 18 верст, від волості 6. Дворів 101, мешканців 704.
Наступним власником села став російський генерал-майор Баскаков Веніамін Іванович.
Маєток польського шляхтича Модеста Єзерського, що знаходиться в іванківцях, заріс чагарниками. Від руйнування його рятують велосипедисти-волонтери з Житомира.
16 листопада 1942 року очільник генерального округу "Житомир" Ернст Ляйзер видав наказ про створення адміністративного округу "Геґевальд" ("Заповідний ліс") — адміністративно-територіальної одиниці Генеральної округи Житомир Райхскомісаріату Україна, куди увійшло село. У складі округу село перебувало до приходу Червоної армії у лютому 1944 року.
12 червня 2020 року, відповідно до розпорядження Кабінету Міністрів України № 711-р «Про визначення адміністративних центрів та затвердження територій територіальних громад Житомирської області», територію та населені пункти Вертокиївської сільської ради включено до складу Новогуйвинської селищної територіальної громади Житомирського району Житомирської області.
19 липня 2020 року, в результаті адміністративно-територіальної реформи та ліквідації Житомирського району (1939—2020), село увійшло до складу новоутвореного Житомирського району.